# Konstpaus
Konstpaus — samtliga inspelningar från 90-talet och lite till… — музыкальный альбом, сборник песен, записанных шведской поп-рок группой Gyllene Tider в 1990-х годах. Альбом был выпущен 17 июля 2000 года.

## История
Этот альбом не является сборником лучших хитов группы. В него вошли три песни из сборника лучших хитов «Halmstads pärlor» (1995), шесть песен, которые были выпущены в качестве внеальбомных синглов и шесть песен, выпущенных группой Pers Garage.
Песни группы Pers Garage были изначально включены в первый сборник хитов Gyllene Tider «Instant Hits! — Samtliga hits 1979—1989» (1989):
- Småstad
- Om hon visste vad hon ville
- Ny pojkvän
- Oh yea oh yea (Oh oh)
- Vandrande man
- Jo-Anna farväl

Так как тираж этого альбома в 1995 году был полностью раскуплен, было решено включить эти песни на данный альбом, не смотря на то, что они не были записаны группой в 1990-е.
Песня «Du är en gangster, älskling!», представленная в альбоме «Halmstads pärlor» (1995) является единственной песней Gyllene Tider, выпушенной в 1990-е и не вошедшей в альбом «Konstpaus».
На обратной стороне диска представлен текст, написанный Пером Гессле («Хальмстад, середина июня 2000 года»), где он рассказывает об истории написания некоторых песен. Согласно этим заметкам, песня «Kung av sand» была написана во время тура Roxette в Японии. Песни «Gå & fiska!» и «Faller ner på knä» были написаны «на почти безлюдном пляже в Таиланде». Песня «Juni, juli, augusti» была написана «в гамаке в Сандхамне» (пригород Хальмстада, где проживает Гессле). Финальный трек «Solens vän» (со швед. — «Солнечный друг») изначально называлась «Plantera ett träd» (со швед. — «Посадить дерево») и должна была войти в благотворительный музыкальный сборник, для сбора средств в защиту детей. Шесть песен, записанные в хальмстадской студии «Tits&Ass» были записаны в рождественскую неделю 1987 года и были выпущены только в конце 1989 года. Группа решила включить эти песни на данный альбом, так как они «очень важны для них». Гессле также замечает, что «Småstad», по его мнению, лучшая песня, которую написал Матс МП Перссон.

## Список песен
| №                   | Название                                                                                    | Текст песни               | Музыка                                | Продюсеры                      | Длительность |
| ------------------- | ------------------------------------------------------------------------------------------- | ------------------------- | ------------------------------------- | ------------------------------ | ------------ |
| 1.                  | «Småstad» (песня группы Pers Garage)                                                        | Пер Гессле                | Матс МП Перссон                       | Гессле                         | 3:31         |
| 2.                  | «Gå & fiska!» (из «Halmstads pärlor — Samtliga hits! 1979-95» (1995))                       | Гессле                    | Гессле                                | Микаель Ильберт, Gyllene Tider | 3:56         |
| 3.                  | «Det är över nu» (сингл, вып. 8 мая 1995 года; вошел в сборник "Halmstads pärlor" (1995))   | Гессле                    | Гессле                                | Ильберт, Gyllene Tider         | 3:45         |
| 4.                  | «Kung av sand» (сингл, вып. 31 июля 1995 года; вошел в сборник "Halmstads pärlor" (1995))   | Гессле                    | Гессле                                | Ильберт, Gyllene Tider         | 4:37         |
| 5.                  | «Juni, juli, augusti» (из «Halmstads pärlor — Samtliga hits! 1979-95» (1995))               | Гессле                    | Гессле                                | Ильберт, Gyllene Tider         | 3:52         |
| 6.                  | «Jo-Anna farväl» (песня группы Pers Garage)                                                 | Гессле                    | Гессле, Перссон, Мике "Сюд" Андерссон | Гессле                         | 2:07         |
| 7.                  | «Om hon visste vad hon ville» (песня группы Pers Garage)                                    | Гессле                    | Гессле                                | Гессле                         | 3:25         |
| 8.                  | «Vandrande man» (песня группы Pers Garage)                                                  | Гессле                    | Гессле                                | Гессле                         | 3:13         |
| 9.                  | «Det är blommor som har fångat dig» (из «Halmstads pärlor — Samtliga hits! 1979-95» (1995)) | Гессле, Оса Нордин-Гессле | Гессле                                | Ильберт, Gyllene Tider         | 4:50         |
| 10.                 | «Faller ner på knä» (из «Halmstads pärlor — Samtliga hits! 1979-95» (1995))                 | Гессле                    | Гессле                                | Ильберт, Gyllene Tider         | 3:38         |
| 11.                 | «Ny pojkvän» (песня группы Pers Garage)                                                     | Гессле                    | Гессле, Перссон, Андерссон            | Гессле                         | 2:02         |
| 12.                 | «Oh Yeah Oh Yeah (Oh Oh)» (песня группы Pers Garage)                                        | Гессле                    | Гессле                                | Гессле                         | 2:21         |
| 13.                 | «Harplinge» (из «Halmstads pärlor — Samtliga hits! 1979-95» (1995))                         | Гессле                    | Гессле                                | Ильберт, Gyllene Tider         | 3:45         |
| 14.                 | «Ingen går i ringen»                                                                        | Гессле                    | Гессле                                | Gyllene Tider                  | 2:27         |
| 15.                 | «Solens vän» (из сборника Various Artists «Vilda fåglar — Sånger om barn» (1994))           | Гессле                    | Гессле                                | Ильберт, Gyllene Tider         | 4:05         |
| Общая длительность: | Общая длительность:                                                                         | Общая длительность:       | Общая длительность:                   | Общая длительность:            | 51:56        |

## Обложка
Авторами фотографий для буклета к альбому являются Юнас Линелль (Jonas Linell) и Ульф Магнуссон (Ulf Magnusson). Дизайн обложки: Пэр Викхольм (Pär Wickholm). Оформление: Кьелль Андерссон (Kjell Andersson) и Пэр Викхольм.

## Форматы
Альбом вышел на компакт-диске в Швеции и Нидерландах (Parlophone 5281932).

## Чарты
| Чарт (2000)            | Высшая позиция |
| ---------------------- | -------------- |
| Шведский Чарт Альбомов | 10             |